# Phare de Makapuʻu
Le phare de Makapuʻu est un phare des États-Unis qui est situé sur la pointe de Makapuʻu au sud d'Oahu, l'une des îles de l'archipel d'Hawaï.
Le phare est enregistré au Registre national des lieux historiques depuis 1977. Ce phare est géré par l'United States Coast Guard.

## Histoire
Makapuʻu Point est le point le plus au sud-est d'Oahu. Avant la construction du phare, l'emplacement était déjà considéré comme d'une importance vitale pour le commerce maritime et avait grandement besoin d'une aide à la navigation. Avec la Constitution du royaume d'Hawaï en 1887, les intérêts maritimes commencèrent à réclamer la construction d'un phare à cet endroit. En 1890, Lorrin Thurston, ministre de l'intérieur pour le royaume, a diligenté des enquêtes à une société britannique. Le projet est resté bloqué dans sa phase de planification. C'est en 1906 que le projet aboutira quand la Chambre des représentants des États-Unis passa un projet de loi avec un crédit pour sa construction.
Dans l'intervalle, la taille de l'optique prévue a considérablement augmenté. La demande originale de Thurston a été satisfaite avec une spécification pour une lentille de Fresnel de 3e ordre, mais avec le temps, les plans ont été améliorés pour utiliser un objectif de second ordre, puis un objectif de premier ordre.
À l'Exposition universelle de 1893 à Chicago, l'United States Lighthouse Board a mis en évidence des produits de pointe et ses réalisations : la merveille d'ingénierie du phare de Spectacle Reef et une tour en fonte de 34 m réassemblée sous le nom de Waackaack Rear Range Light (en) au large de Keansburg, après l'exposition.
Une Hyperradiant Fresnel lens (en) de 6e ordre - la plus grande taille jamais réalisée - a également été présentée à la foire. Il a donc été décidé de construire le phare et de l'équiper de cette lentille unique. La phare de Makapuʻu Point Light est ainsi devenu le seul phare américain avec un tel objectif depuis son activation en 1909.
En plus d'avoir le plus grand objectif des États-Unis au moment de sa construction, le phare devint aussi le deuxième en hauteur focale après le phare du cap Mendocino en Californie, qui est 129 m. Il est maintenant le troisième plus haut phare aux États-Unis, derrière le phare de Point Loma (141 m).
À l'origine, en 1909, la lumière était alimentée avec des lampes à vapeur d'huile. Très dangereuses d'utilisation elles furent remplacées, en 1925, par une ampoule à incandescence de 500 W. En 1927, le phare fut équipé d'une radiobalise. Le phare a été automatisé en 1974. La radiobalise avait été arrêtée l'année précédente.

## Caractéristiques
Le phare est une petite tour blanche en béton armée de 14 m avec une galerie circulaire surmontée d'une haute lanterne au dôme rouge. Le feu à occultations, à une hauteur focale de 130 m, émet un éclat blanc par période de 10 secondes. Toujours équipé d'une lentille de Fresnel hyper-radiante, il a une portée nominale de 17 milles nautiques (environ 31 km).
Identifiant : ARLHS : HAW-005 - Amirauté : G7326 - USCG : 6-28925.
|                      |
| Lanterne de Makapuʻu |

|       |
| Phare |

|                |
| Makapuʻu Point |